# Sekai No Hon No Katasumi Kara
Singles de ZONE
Secret Base ~Kimi ga Kureta Mono~
(2001) Yume No Kakera
(2002)
Sekai No Hon No Katasumi Kara est le 4e single major du groupe ZONE sous le label Sony Music Records et le 5e en tout, sorti le 14 novembre 2001 au Japon. Il arrive 8e à l'Oricon et reste classé 10 semaines pour un total de 118 000 exemplaires vendus dans cette période.
Sekai No Hon No Katasumi Kara se trouve sur l'album Z, sur la compilation E ~Complete A side Singles~ et sur l'album en hommage au groupe ZONE Tribute ~Kimi ga Kureta Mono~.

## Liste des titres
| 1. | Sekai no Hon no Katasumi Kara (世界のほんの片隅から)                  | Isshoku Soran | KAIDO    | 4:18 |
| 2. | Bokura wa Santa (ボクらはサンタ)                                      | ZONE          | 上田晃司 | 3:45 |
| 3. | Sekai no Hon no Katasumi Kara (Backing Tracks) (世界のほんの片隅から) | Isshoku Soran | KAIDO    | 4:18 |
| 4. | Bokura wa Santa (Backing Tracks) (ボクらはサンタ)                     | ZONE          | 上田晃司 | 3:43 |